# Юліан Макаревич

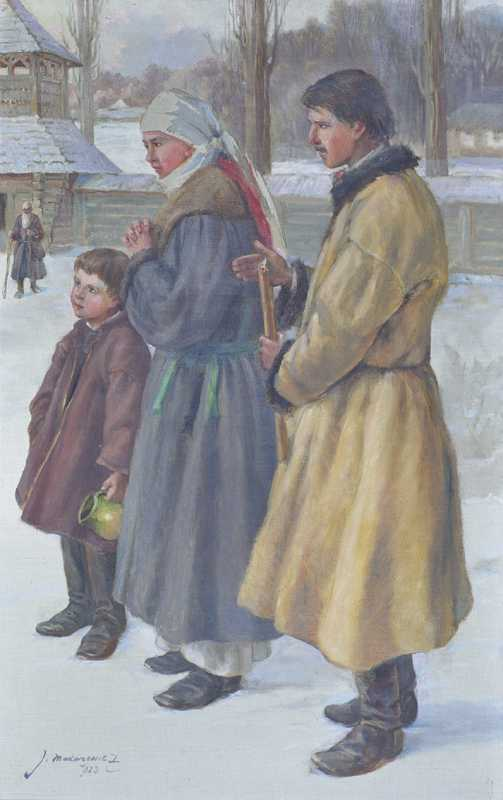

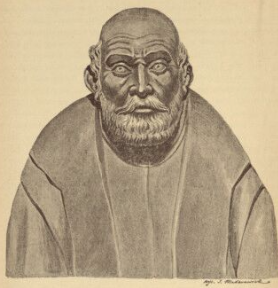
Павло Кампіан на рис. Ю. Макаревича

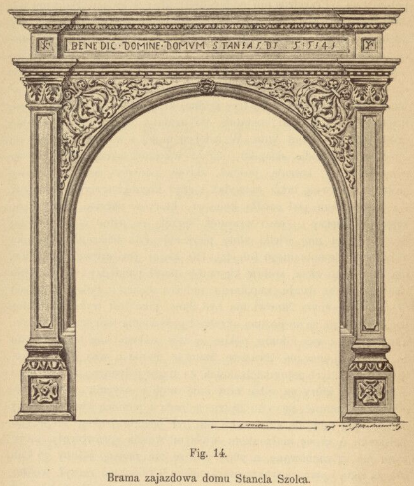
В'їзна брама дому Штанцля Шольца на рис. Ю. Макаревича

Юліа́н Макаре́вич (пол. Julian Makarewicz, 1854–1936) — художник та реставратор. Народився в с. Верхнє Синьовидне (тепер Сколівського р-ну Львівської обл). Вивчав архітектуру в Львівській політехніці. З 1878 року по 1879 рік навчався у Віденській академії мистецтв (майстерня С. Гріпенхерла), а потім у Мюнхені та Римі. Вивчав техніку настінного живопису і можливості її реставрації. Відвідав Грецію, Єгипет і Константинополь. 1909 року входив до складу журі конкурсу проєктів розписів каплиці Собеського на Каленбергу у Відні. Член Товариства опіки над польськими пам'ятками мистецтва і культури. 8 березня 1912 року обраний до правління товариства.

## Творча і реставраційна діяльність
Виставлявся з 1881 р. — в основному у Кракові, Варшаві, Львові, а також в Берліні (1895) та Лондоні (1906). Посмертна виставка художника відбулася в Кракові у 1936 році. Малював пейзажі й сцени з гуцульського регіону, в тому числі портрети.
Співпрацював із краківською вітражною фабрикою Желенського, проєктуючи вітражі для храмів Львова і Кракова. Займався також ілюстраціями.
Брав участь у реставрації:
- Львівського єзуїтського костелу в 1879 р.[5]
- Іконостаса з церкви Зішестя Святого Духа в Рогатині в 1880-х рр.[6]
- фрескових розписів Ягеллонської каплиці на Вавелі в Кракові[7]
- фресок замкової каплиці Святої Трійці в Любліні
- Фресок в Кафедральному соборі в Сандомирі
- Іконостаса із церкви Возджвиження Чесного Хреста в монастирі Манявського скиту (Богородчанський іконостас, 1883–1885).

Як художник-монументаліст відомий:
- настінними розписами в приміщенні Наукової бібліотеки Львівського Національного університету імені Івана Франка на вул. Драгоманова, 5, виконаними в 1904 р.[8]
- Участь у оздобленні комплексу монастиря кармеліток босих у Львові (тепер це церква св. Климентія-Папи, української греко-католицької церкви). Ним виконано зображення св. Терези з Авіля і св. Івана Хрестителя на бокових рухомих крилах головного вівтаря храму (1890-ті рр.)[9].
- Автор проєкту вітражів «Святі Костянтин і Олена» та «Христос і Святий Дух» для Латинського кафедрального собору у Львові (1890-ті рр.)
- Автор настінних розписів в греко-католицькому кафедральному соборі в Станіславі (1899–1905 рр.)[10]
- Член конкурсного журі проектів пам'ятника Адаму Міцкевичу в Львові (1899 р.)[11]
- 1904–1905 рр. проводив реставраційні роботи в каплиці Св. Хреста на Вавелі в Кракові.
- 1921 р. виконав розписи на тему св. Мартина та св. Роха в парафіяльному костелі св. Роха містечка Слоцін, біля Ряшева[12].
- 1925–1927 рр. виконував розписи в костелі св. Станіслава в містечку Бжесць-Куявський[13]
- 1934 р. керував реставрацією вівтаря Віта Ствоша в Маріацькому костелі в Кракові.
- рисунки і обмірні креслення Бучацького, Богородчанського та Рогатинського іконостасів в процесі передреставраційних досліджень, які ініціював Войцех Дідушицький.[14]